# Emil Szántó
Emil Szántó (Vienna, 22 novembre 1857 – Vienna, 14 dicembre 1904) è stato un epigrafista e storico austriaco.

## Biografia
Dal 1875 studiò filologia e storia presso l'Università di Vienna, ricevendo il dottorato nel 1880. Ebbe come insegnanti Otto Hirschfeld, Theodor Gomperz, Otto Benndorf, Alexander Conze e Wilhelm von Hartel. Nel 1887 fece un viaggio di studio in Grecia e in Asia Minore, e nello stesso anno, ottenne la sua abilitazione per la storia antica presso la medesima università. Nel 1893 diventò professore associato, e poco dopo, condusse una ricerca epigrafica in Asia Minore con Eduard Hula. Nel 1901 raggiunse la cattedra completa a Vienna.
Con Carl Grünberg, Ludo Moritz Hartmann e Stephan Bauer, fu il redattore della Zeitschrift für Social- und Wirthschaftsgeschichte. Inoltre curò numerosi articoli della Pauly-Wissowa.

## Opere
- Untersuchungen ueber das attische Bürgerrecht, 1881.
- Zur Geschichte von Thasos, 1890.
- Zur Geschichte des griechischen Alphabets, 1890.
- Das Kabirenheiligtum bei Theben. VII. Inschriften, 1890.
- Das griechische Bürgerrecht, 1892.
- Bericht über eine Reise in Karien (con Eduard Hula, 1894).
- Zur antiken Wirthschaftsgeschichte, 1896.
- Die griechischen Phylen, 1901.
- Ausgewählte Abhandlungen von Emil Szántó (editato da Heinrich Swoboda, 1906).[5][6]